# Exilarch
Exilarch es el tercer álbum del grupo de música electrónica canadiense Conjure One que lleva por título Exilarch. Saldrá a la venta el 19 de octubre de 2010 en formato digital; publicándose en noviembre en EE. UU. y en febrero en Europa, ambas fechas del 2011.
El 29 de junio de 2010 fue lanzado a la venta el primer sencillo del álbum que Lleva por título «I dream in color».
El nombre del álbum hace referencia a la palabra inglesa exilarch (exilarca), que según la definición del diccionario se refiere al líder de los Judíos del exilio de Babilonia. Después de la caída del primer Templo, los Griegos usaron el término para referirse al líder del pueblo. El pueblo era llamado golah o galut

## Listado de temas
1. «Like Ice» (feat. Jaren Cerf)
2. «Places That Don't Exist»
3. «Zephyr» (feat. Jaren Cerf)
4. «Nargis» (feat. Azam Ali)
5. «Nomadic Code»
6. «Distance» (feat. Jaren Cerf)
7. «I Dream In Colour» (feat. Leah Randi)
8. «Existential Exile» (feat. Leah Randi)
9. «Run For Cover» (feat. Free Dominguez)
10. «Oligarch